# Allée Elsa-Triolet
L'allée Elsa Triolet est une voie du 1er arrondissement de Paris, située dans le jardin Nelson-Mandela.

## Origine du nom

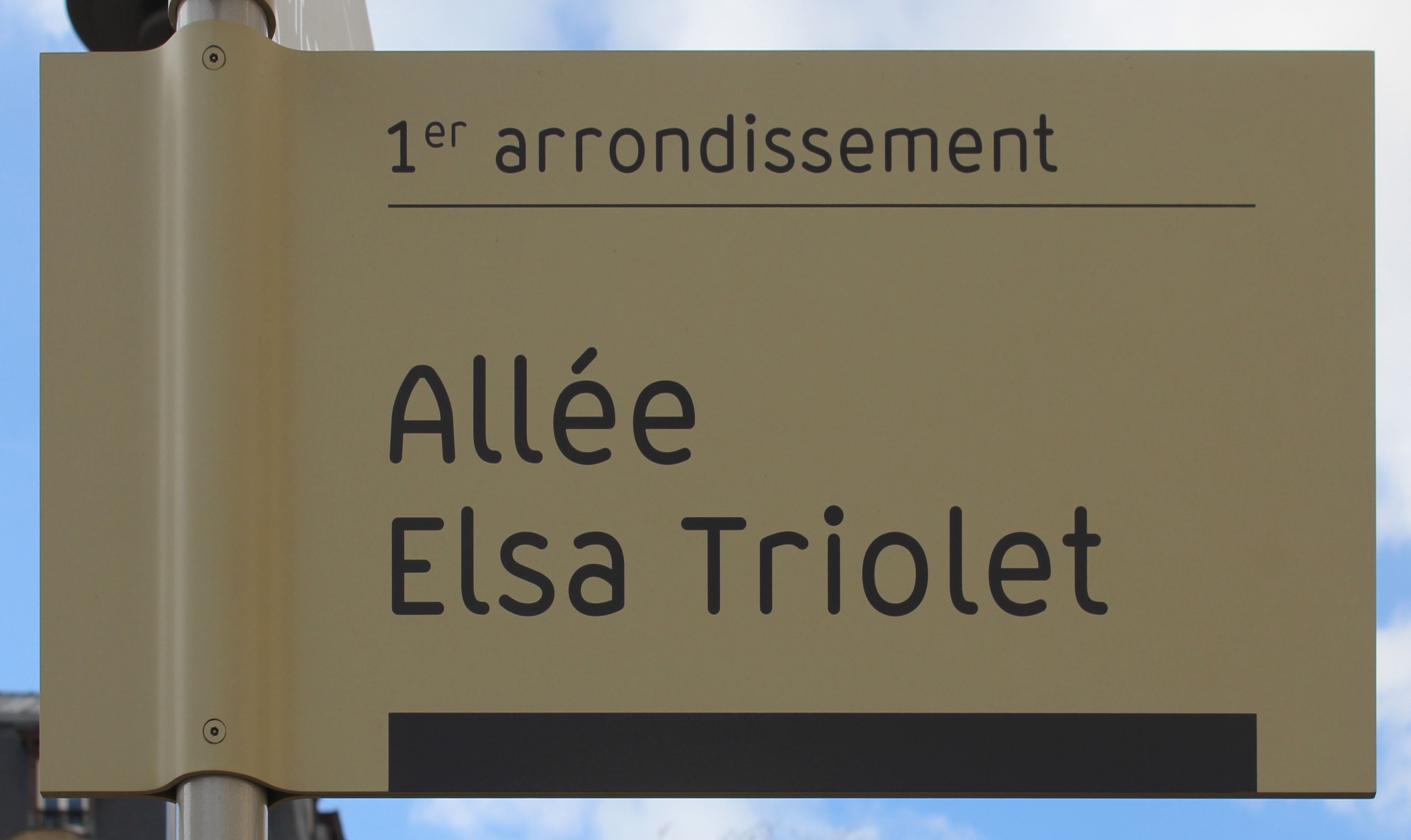
Plaque de l'allée.

Elle doit son nom à la femme de lettres et résistante française Elsa Triolet (1896-1970).

## Historique
L'allée a pris sa dénomination en 2013.

## Bâtiments remarquables
- Bourse de commerce de Paris

## Pour approfondir